# Laura Kirkpatrick
Laura Sioux Kirkpatrick, född 12 juni 1989 i Stanford i Kentucky, är en amerikansk fotomodell. Hon deltog i säsong tretton av America's Next Top Model där hon kom på en andraplats efter vinnaren Nicole Fox.